# 1948년 뉴욕 영화 비평가 협회상
제14회 뉴욕 영화 비평가 협회상은 1948년 영화를 대상으로 하는 시상식이다.

## 수상 및 후보

### 작품상
- 시에라 마드레의 황금

### 감독상
- 시에라 마드레의 황금 - 존 휴스턴 수상

### 여우주연상
- 스네이크 핏 - 올리비아 드 하빌랜드 수상

### 남우주연상
- 햄릿 - 로렌스 올리비에 수상

### 외국영화상
- 전화의 저편